# Kitchee SC
Kitchee SC is een voetbalclub uit Hongkong.

## Geschiedenis
De club werd in 1931 opgericht, echter duurde het tot 1934 vooraleer ze lid werden van de Hongkongse voetbalbond. In 1939 werd Hongkong per ongeluk gebombardeerd tijdens de Tweede Chinees-Japanse Oorlog, waarbij vele gegevens van de club verloren gingen. Tijdens de Pacifische oorlog en de daaropvolgende Japanse bezetting werden de activiteiten gestaakt. Na de Japanse overgave in 1945 werd de club heropgericht. In 1947 ging de club in de First Division spelen, de toenmalige hoogste klasse. De club werd meteen kampioen.
In 1966, amper twee jaar na de derde titel degradeerde de club en zakte een jaar later zelfs verder weg naar de derde divisie. In 1992 kon de club na 26 jaar terug promotie afdwingen naar de hoogste klasse. Na drie seizoenen degradeerde de club opnieuw. Na nog een terugkeer van 1999 tot 2001 kon de club in 2003 opnieuw een vaste waarde worden. In 2014 werd de club de laatste kampioen van de First Division. Na dit seizoen werd de Premier League ingevoerd als de nieuwe profcompetitie. In het eerste jaar won de club de treble, met de titel, de FA Cup en de League Cup.

## Erelijst
Hong Kong Premier League (3x)
2014-15, 2016-17, 2017-18
Hong Kong Women's League (1x)
2017-18
Hong Kong First Division League (6x)
1947–48, 1949–50, 1963–64, 2010–11, 2011–12, 2013–14
Hong Kong Third Division League (1x)
1997-98
Hong Kong Senior Challenge Shield (6x)
1949–50, 1953–54, 1959–60, 1963–64, 2005–06, 2016–17
Hong Kong FA Cup (5x)
2011–12, 2012–13, 2014–15, 2016–17, 2017-18
Hong Kong League Cup (5x)
2005–06, 2006–07, 2011–12, 2014–15, 2015–16
Hong Kong Season Play-offs (2x)
2012–13, 2015–16

## Bekende (oud-)spelers
- Diego Forlan
- Zeshan Rehman
- Mohamed Sissoko
- Krisztián Vadócz